# Alaide Banti en robe blanche
Alaide Banti en robe blanche est une peinture à l'huile sur toile (42 × 23 cm) de 1866 du peintre italien Giovanni Boldini. Il représente Alaide Banti, la fille du peintre Cristiano Banti. Elle est conservée à la Galerie d'Art moderne située au palais Pitti à Florence.

## Histoire
Fasciné par les facilités de Boldini, Cristiano Banti, un peintre aisé, le prend sous son aile lors de son arrivée à Florence, l'accueillant régulièrement chez lui. Boldini réalise de nombreuses effigies de Banti et de sa famille, en particulier deux portraits de sa fille Alaide et un de Leonetto, l'un de ses neuf fils, dans le goût de la peinture espagnole et flamande.

## Analyse
Alaide, onze ans, élégamment vêtue selon la mode de l'époque, prend une pose presque officielle. L'œuvre contraste avec le Portrait d'Alaide en gris, réalisé deux ans plus tôt, où l'on décèle l'impatience enfantine du modèle à retourner à ses jeux. L'arrière-plan, aspect novateur du portrait boldinien, participe à la compréhension de la psychologie du modèle : le tapis, l'ameublement et le décor évoquent l'atmosphère bourgeoise des élégantes résidences de la famille Banti. La robe et l'expression d'ennui d'Alaide rappellent aussi La Famille Bellelli d'Edgar Degas (1858-1867). Toutes deux âgées d'un peu plus de dix ans, Alaide Banti et Giulia Bellelli semblent déjà appartenir au monde conventionnel des adultes.